# タイノ族
タイノ族 (タイノぞく、Taíno) は、キューバ、イスパニョーラ島（ハイチとドミニカ共和国）、プエルト・リコ、そしてジャマイカを含む大アンティル諸島とバハマ諸島に先住していたインディアン民族である。日本語表記ではタイノ人もあり、アラワク人やタイノ・アラワク人と表記される場合もある。
タイノ人についての文字による記録は、15世紀以降にイスパニョーラ島とプエルト・リコ島に滞在したヨーロッパ人の見聞をもとにしている。そのため研究はこの2島に関するものが中心となっている。タイノ人の起源は、南アメリカのアラワク族にあるとされる。タイノ人が使ったタイノ語は、南アメリカからカリブ海までの広範囲で使用されたアラワク語族に属する。このため南アメリカからアラワク族が航海してきたものと推測されている。
タイノ人という呼称は、1492年にスペイン人が到着した時点では存在せず、それぞれの島ごとに自称していた。たとえばプエルト・リコ島のタイノ人はボリンクエン、バハマ諸島のタイノ人は小さい島を意味するルカヨを自称していた。タイノという単語はタイノ語で「善」や「高貴」を意味しており、別の民族であるグアナハタベイ人やカリブ族（アイランド・カリブ人）と区別する自称として使われていた。これがのちに学者によってタイノ人として総称されることになった。
タイノ人は、大西洋を渡ってきたコロンブスの船団に最初に接触した西半球の人々だった。スペイン人との間に、コロンブス交換とも呼ばれる病気、穀物、工芸品、習慣などのやりとりがあり、病気や強制労働によって人口が減少した。長らく絶滅したとされてきたが、DNAの調査によってタイノ人に連なる人々がいることが判明した。

## 地理

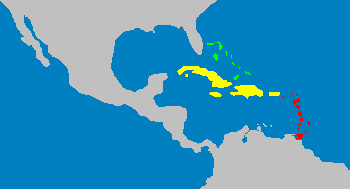
バハマ諸島（黄緑）、大アンティル諸島（黄色）、小アンティル諸島（赤色）

### 自然環境
西インド諸島は南米のオリノコ川の河口のトリニダード島・トバゴ島から中米のユカタン半島、北米のフロリダ半島にかけて分布している。西インド諸島の連なりは大きく3つに分かれており、バハマ諸島、大アンティル諸島、小アンティル諸島がある。
天候と植生は、ほぼ全島が熱帯に属する。海洋の生物種は魚介類、水鳥、マナティ、海亀などが豊富だった。陸上の動物は、キューバ島とイスパニョーラ島にはナマケモノが生息していたが最初の定住者の狩猟によって絶滅したと推測される。他の島には、ウティアと呼ばれるネズミやイグアナを超える大きさの動物は生息していない。植物はヤシ、グアバ、ソテツが豊富だった。
カリブ海は長さ1500マイル、幅が350マイルにおよぶ。この地域に住んでいた人々はカリブ海を横断するのではなく、鎖状に連なる島々を伝って移動したと考えられている。

### 区分

諸集団の位置。クラシック・タイノ（赤）、ウェスタン・タイノ（オレンジ）、イースタン・タイノ（ピンク）、グアナハタベイ人（灰色）、アイランド・カリブ人（緑色）。

タイノ人はバハマ諸島と大アンティル諸島の全域、小アンティル諸島の北部に住んでいた記録がある。イスパニョーラ島とプエルト・リコ島は最も人口が多く文化的に複雑で、クラシック・タイノとも呼ばれる。ジャマイカ島、キューバ島、バハマ諸島の住人をウェスタン・タイノ、東と南の島々の住人をイースタン・タイノとも呼ばれる。イスパニョーラ島とプエルト・リコ島の西にある島の住人はサブ・タイノ人とも呼ばれる。人口は、かつてのスペインの記録では、イスパニョーラ島に10万人から100万人、プエルト・リコ島とジャマイカ島に合わせて60万人が住んでいたとされていた。その後の研究でスペイン人が記述した人口は多すぎたとされている。2020年に発表された研究によれば、遺伝子データをもとにしたところイスパニョーラ島の人口は数万人だったとされる。
キューバ島の西部には、別の民族であるグアナハタベイ人が住んでおり、グアドループ島にはカリブ族（アイランド・カリブ人）が住んでいた。

## 歴史
考古学による土器の研究によると、タイノ人の文化的な祖先はオリノコ川の三角州からギアナとベネズエラ海岸に着いたのち、西インド諸島へと進んで原始的な住民を支配下においたとされる。歴史時代のタイノ人は、オスチオノイド・シリーズと呼ばれる様式にそって土器を作っており、起源をたどる証拠となった。

### タイノ人以前
タイノ人が来る以前の西インド諸島は、紀元前7000年から紀元前6000年には中米や南米から人間が移住していた。紀元前4000年頃に石器時代またはパレオ・インディアン時代が始まり、中米から移住したカシミロイドと呼ばれる民族集団によって剥片石器が使われていた。カシミロイドはイスパニューラ島を中心に陸型の生活をおくり、季節に応じて移動していた。カシミロイドの狩猟によって、イスパニョーラ島のナマケモノなどの大型動物は絶滅したと推測される。
紀元前2000年頃に原始的時代またはメソ・インディアン時代が始まり、南米から移住したオルトイロイドと呼ばれる民族集団によって磨製石器・骨器・貝殻を研磨した器具が使われていた。オルトロイドはプエルト・リコ島を中心に海型の生活をおくり、海岸線に定住した。
カシミロイドとオルトイロイドはモナ海峡をはさんで生活しており、交流があったと推測される。カシミロイドの技術であるフリントを素材にした道具の痕跡がプエルト・リコ島でも発見されている。

### タイノ人の祖先の移住
タイノ人の祖先にあたる民族集団はサラドイドやオスチオノイドと呼ばれ、土器文化で農耕を行なっていた。サラドイドは南米から西インド諸島に移住し、カシミロイドとオルトイロイドの境界まで定住を進めた。サラドイドは地域別に発展し、(1) トリニダード島・トバゴ島、(2) ウィンドワード諸島、(3) リーワード諸島・バージン諸島、(4) バージン諸島以外の大アンティル諸島とバハマ諸島に分かれて独自の習慣を作り上げた。南米に残ったサラドイドもおり、トリニダード島・トバゴ島などで交易用に送った土器が発見された。サラドイドは西インド諸島と南米に分かれたのち、トバゴ島、ビエケス島、モントセラト島の交易港を経由して交流を続けた。
サラドイドは紀元前200年頃にプエルト・リコ島に到達し、250年以降にイスパニョーラ島に進出した。サラドイド文化は400年頃に最終期を迎え、600年頃にオスチオネス文化に代わった。サラドイドは先住者のオルトイロイドにとって代わり、オスチオノイドはカシミロイドにとって代わった。

### タイノ人の成立
クラシック・タイノのもととなったチカン文化がイスパニョーラ島の南西端を除く全島に広まった。サラドイド文化は600年から900年の間に発達し、1200年以降に成熟した。
盛り土を使う農耕はイスパニョーラ島のシバオ川流域で始まり、プエルト・リコ島やジャマイカ島に拡散していった。チカン式の土器はイスパニョーラ島の東端で始まり、プエルト・リコ島とセント・クロイ島、キューバ島へと伝わった。公共建築物であるダンス用のコート、球技場などはチカン文化で複雑化し、東はセント・クロイ島、西はイスパニョーラ島からキューバ島、バハマ諸島まで伝わった。チカン式土器や公共建築物は発祥地から遠方になるにつれて単純化している。ダンスや球技に使われたと考えられる最古の建築物は、600年から900年頃のものが発見されている。広場は西に伝わるにつれて大型化し、数は減っていった。

15世紀のイスパニョーラ島のタイノ人の勢力図

### 15世紀から16世紀
1492年当時のイスパニョーラ島は5つの指導者（カシケ）によって分かれており、のちにスペイン人は指導者が治める地域を王国と呼んだ。タイノ人のカシケとして、次のような人物が記録されている。イスパニョーラ島では、マグアのグアリオネクス、マリエンのグアカナガリー、マグアナのカオナボー、セラグアのアナカオナ、イグアナマー（Iguanamá）らが治めていた。キューバ島ではアトゥエイが治めていた。プエルト・リコ島は18の首長による社会があったとされる。
1492年8月3日にスペイン帝国を出港したクリストファー・コロンブスの船団は10月12日にバハマ諸島に到着し、タイノ人がグワナアニと呼んでいた島をサン・サルバドル島と呼んだ。コロンブスはインド洋の東側に着いたと考えていたため、タイノ人をインディオ（インド人）と呼んだ。のちにキューバ島やイスパニョーラ島に着いたコロンブスは、1493年の2回目の航海以降にスペインの植民地の建設を始めた。

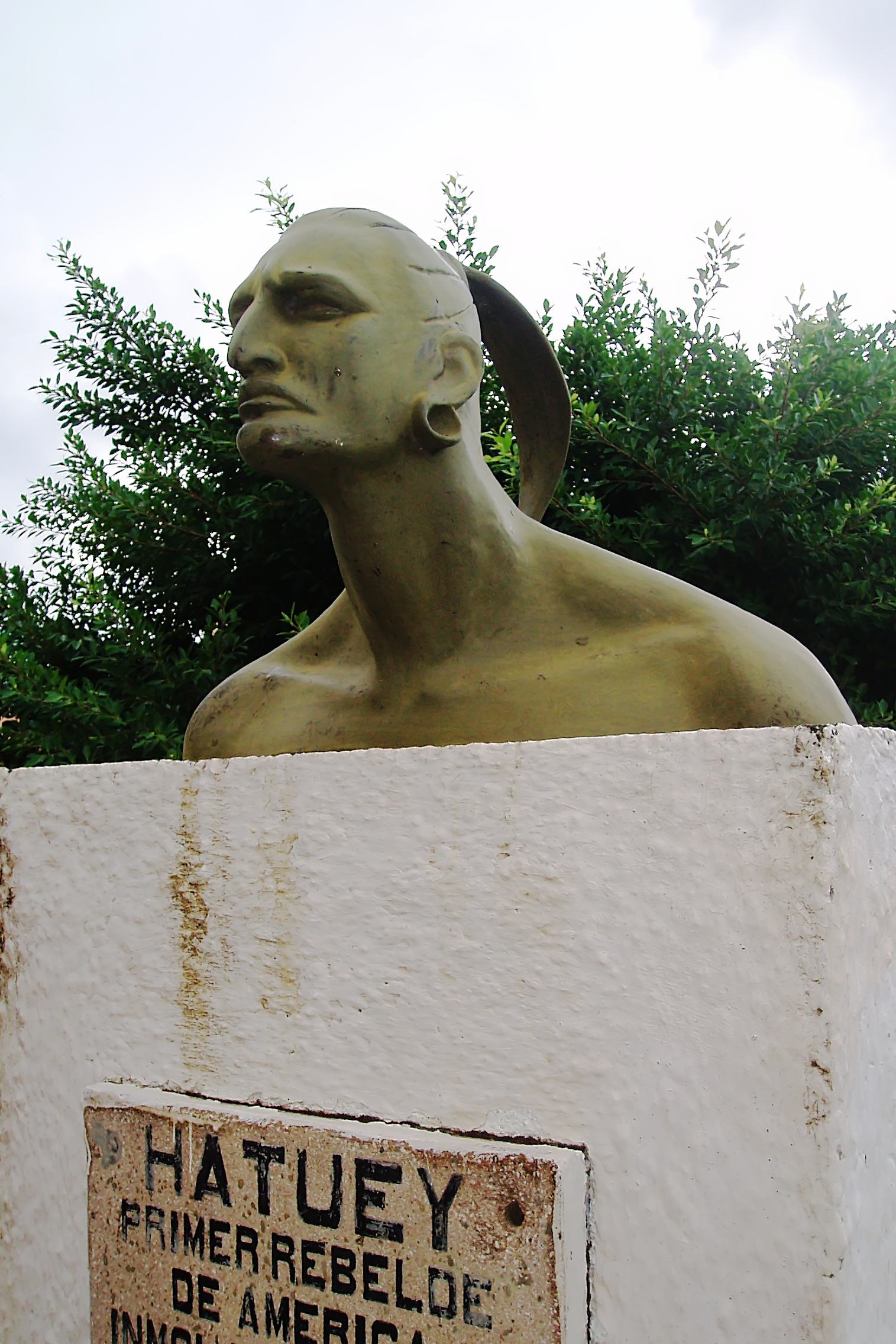
キューバ島の指導者アトゥエイ

スペイン人による植民の最初の20年間は、エスパニューラ島が行政の中心となった。コロンブスは1494年にイスパニョーラ島で金鉱の採掘を始めて、スペインの兵士たちは略奪や女性への性暴力を行なった。マグアナの指導者であるカオナボーは捕らえられてスペインに送られる途中で死亡した。カオナボーの兄弟やグアカナガリーらは1495年にコロンブスに対する反乱を起こしたが、鎮圧された。コロンブスはシバオ川流域の首長に納税を強制し、1497年にはグアリオネクスをはじめとする14人の首長がスペインへの攻撃を計画したが失敗し、グアリオネクスはコロンブスの弟バルトロメ・コロンブスに捕らえられて死亡した。金鉱からは目的の量が採掘できなかったため、コロンブスの統治は失敗し、1500年にスペイン国王のイサベル2世はコロンブスと弟2人をスペインに送還した。
スペイン王室はコロンブスの失政を収拾して金を増産するために、1501年にニコラス・デ・オバンドを総督とした。オバンドはタイノ人を分配してスペイン人に与え、デモーラと呼ばれる強制労働に従事させた。オバンドに抵抗するタイノ人は虐殺された。オバンドの行為は1503年のエンコミエンダによって法制度化されて、スペイン人はタイノ人の保護とキリスト教化をする代わりに自己目的のために使用できるようになった。保護よりも使用が優先されたためにタイノ人は重労働、不衛生な環境、栄養不良のもとに置かれた。加えてヨーロッパからの病気によって人口が激減した。セラグアのアナカオナは、1503年に訪問してきたオバンドをもてなしたが、オバンドはアナカオナを捕らえて絞首刑とした。これによりイスパニョーラ島でタイノ人の独立した首長はいなくなった。
エスパニューラ島の人口激減で労働力が不足すると、オバンドは周辺の島に侵略した。1508年にプエルト・リコ島で砂金が発見されてスペイン人が押し寄せ、タイノ人は1511年に反乱を起こしたが鎮圧された。労働力不足を解決するために1509年からバハマ諸島で住民狩りが行われ、5年間で4万人がエスパニューラ島に移されて無人となった。キューバ島はディエゴ・ベラスケスによって1511年に侵略され、1512年にキューバの指導者アトゥエイが処刑された。キューバはトリニダー丘陵で金が発見されて短期間のゴールドラッシュが起きた。キューバでエンコミエンダを行なった者の中には、のちにアステカを征服するエルナン・コルテスや、インディオ擁護の運動を起こしたドミニコ会士のバルトロメ・デ・ラス・カサスがいた。
こうしてコンキスタドールと呼ばれたスペイン人の征服と虐殺により、タイノ人の人口は減少していった。運命をはかなんで自殺する者も多かった。1514年の人口調査では労働可能な人口は22726人であり、1519年の天然痘の流行でさらに減少した。労働力不足を解決するためにアフリカから運ばれた黒人の奴隷がエスパニョーラ島に送られるようになり、密輸も横行した。スペイン人は、当初女性を連れて来なかったため、1514年の人口調査ではスペイン人男性の40%がタイノ人の妻をめとっており、メスティーソの子供が増えた。1533年にスペイン王室がインディオの奴隷の解放を定めたが、奴隷を手放したくないスペイン人は書類の表記をアフリカ人に変えた。こうしてタイノ人の中にはアフリカ人として記録される者も多数にのぼり、1565年の人口調査ではイスパニョーラ島のインディオの人口は200人に減った。こうした行為は「紙上の大量虐殺」とも呼ばれている。

### 17世紀から19世紀
タイノ人の減少で西インド諸島では野生植物の植生が増え、ヨーロッパから持ち込まれたイヌ、ブタ、ウシ、ウマなどが野生化した。スペイン人によるサトウキビやタバコのプランテーションでの使役や疫病によってタイノ人の社会は消滅し、混血であるメスティーソや、奴隷貿易で連れてこられたアフリカ人が中心となった。クラサオ、ボネール、アルバなどの島々は無人となり、17世紀に他のヨーロッパ諸国が進出した。金の採掘量が減るとスペイン人はメキシコへと移っていき、エスパニョーラ島はオバンドが建設した15の町が1605年までに全て放棄され、残ったスペイン人はサント・ドミンゴの要塞に集まった。プエルト・リコ島ではプランテーションが減少し、数千人の住民が農耕と牛牧で生活した。17世紀後半には島の間の交通や連絡も減り、経済は自活のための生産が中心となった。
オランダ、フランス、イギリスなど各国の海賊や密貿易者は17世紀から西インド諸島に拠点を作った。ハマイカ（のちのジャマイカ）はコロンブスの子孫の所有地だったが1634年以降はスペインとの交流が途絶え、1655年にイギリスが占領した。小アンティル諸島のアイランド・カリブ人は17世紀からフランスの攻撃を受け、1660年にフランスと平和条約を結んだ。エスパニョーラ島の西部はレイスウェイク条約（1697年）によってフランス領のサン＝ドマング（のちのハイチ）となった。キューバ島は7年戦争中の1762年にイギリスが短期間占領した影響で経済が向上した。1802年にはカリブ海全域で書類上のインディオは1人もいないとされた。

### 20世紀以降
タイノ人の末裔を名乗る人々は、ドミニカ共和国、プエルト・リコ、キューバ、アメリカ合衆国のニューヨークなどに生活している。DNAの調査によって、プエルト・リコ人の61%、ドミニカ人の23%から30%、キューバ人の33%にタイノ人のDNAが含まれていると判明した。プエルト・リコでは国勢調査の人種欄にインディオまたは先住民という選択肢が加わり、33000人がインディオを選択した。タイノ人について「絶滅」と記述していた歴史書の中には表現を変更したものもある（影響も参照）。

## 文化

### 言語
タイノ語はアラワク語族に含まれる言語であり、アラワク語族の分布状況からみてアマゾン川流域が起源とする説がある。アマゾン川流域で誕生したプロト・アラワク語は、紀元前1000年頃にオリノコ川流域でプロト・ノーザン語となり、プロト・ノーザン語を使う人々の一部が大アンティル諸島で暮らすうちにタイノ語を誕生させた。イスパニョーラ島のシグアヨ・タイノ人は、他のタイノ人と異なる1つか2つの言語を使っていたという研究もある。しかし、これが別の言語なのか方言であるかを判断する言語学的証拠はない。
タイノ人が絶滅したために詳しい語彙は記録されていない。現存するタイノ語は土地、工芸品、活動、宗教に関するものが多い。

### 家族制度

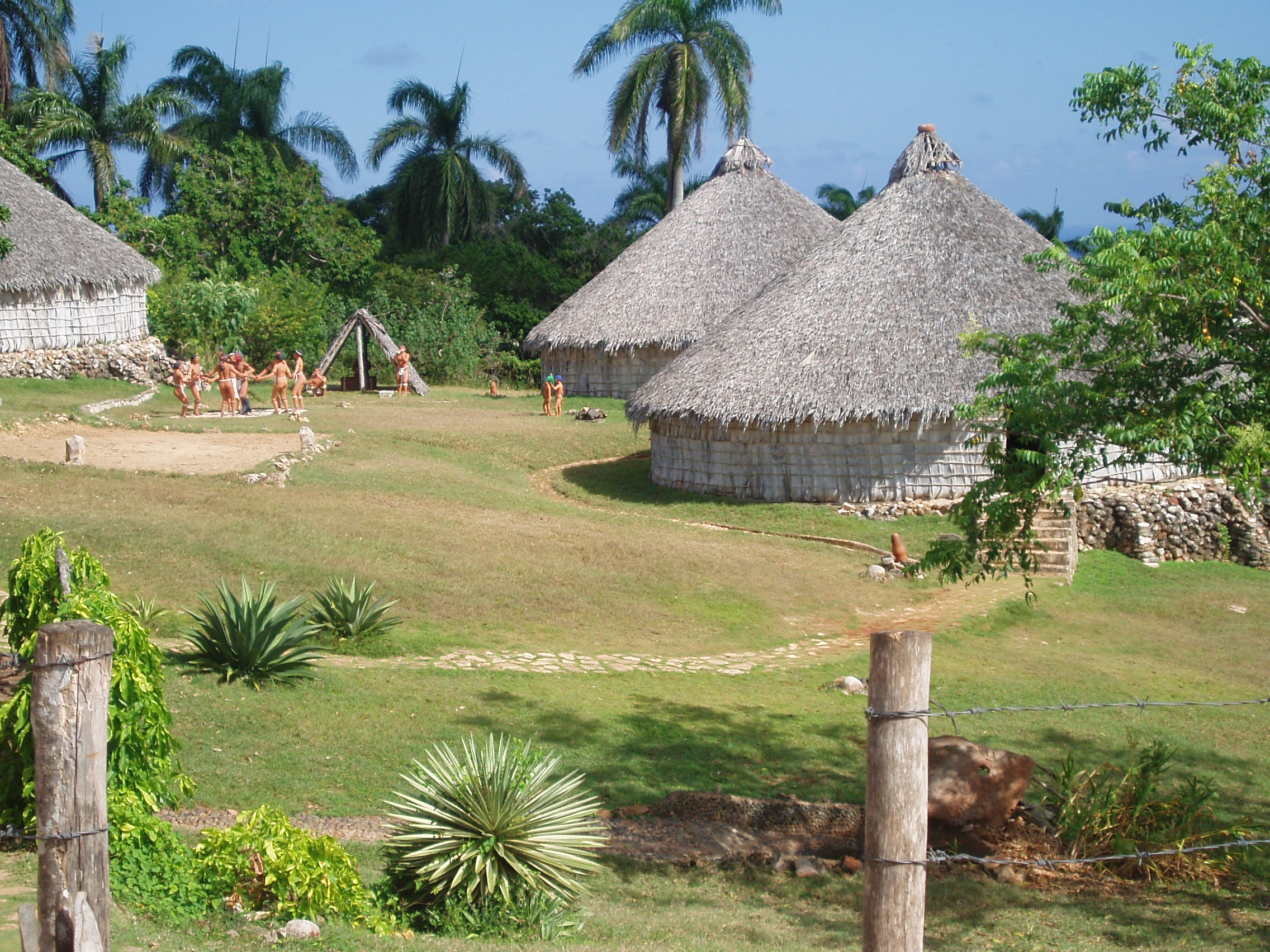
キューバのタイノの村の再現

家系は母系制であり、財産・階級・長の地位などは母方から受け継いだ。男性は母方の家に住み、1人以上の妻を持つことが多かった。男性は妻を自分の村か近隣の村からめとったが、首長は政治的な理由で遠方の者から配偶者を迎えることもあった。妻となる女性の家から女性がいなくなる不利益の穴埋めとして、夫となる男性が一定期間仕える習慣があった。

### 建築
コロンブスがイスパニョーラ島とプエルト・リコ島で見た村は、平均1000人から2000人が住んでいた。家屋は1軒の村から多くて20軒から50軒あり、血縁の数家族が同居していた。木造で草葺き屋根の建物で、カネイ（caney）と呼ばれる円形の壁に円錐形の屋根をしていた。床はなく同居する家族を分ける仕切りはなかった。休むときはロープで作ったハンモックを使った。所有物は天井と壁に吊るした籠に入れていた。首長の家は一段大きく、ボイオ（bohio）と呼ばれる長方形の建物もあった。

### 食文化

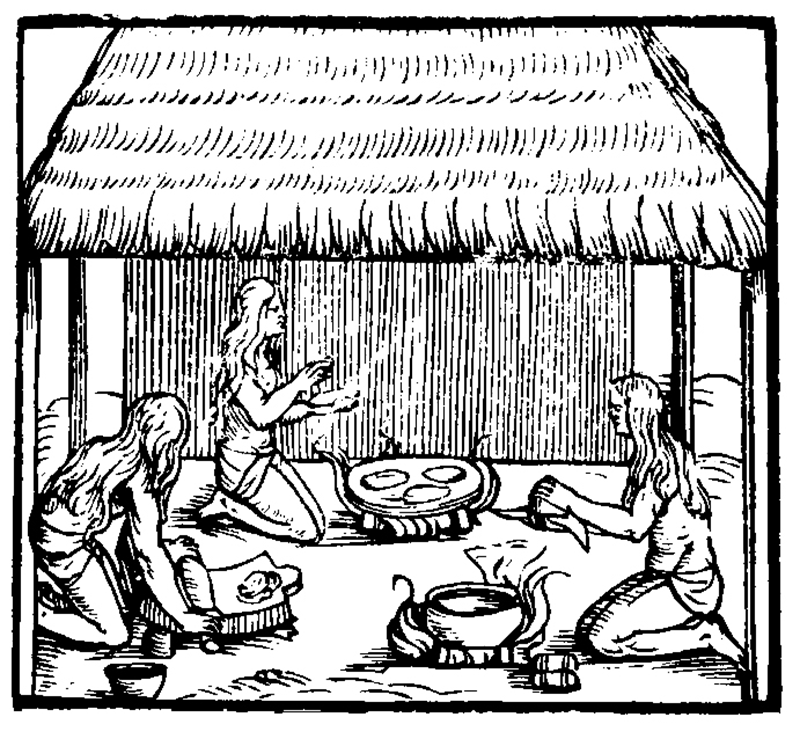
キャッサバのパンを作るタイノ人の女性

主食であるキャッサバの根をすりおろし、毒性の液を絞って粉にしてパンを作った。キャッサバは湿度などの条件が異なる土地でも育ち、10ヶ月から12ヶ月で収穫でき、3年間は土中で保存できた。トウモロコシはそのままかじって食べた。カリブ海を隔てた中米ではトウモロコシを粉にしてトルティーヤとして食べていたが、熱帯ではトルティーヤは保存に適さないために普及しなかった。果物ではグアバやヤシが食された。動物性タンパク質は、魚介類やカメ、オウム、イグアナ、マナティーなどを捕らえていた。テンジクネズミも食したという説があるが確証はない。鍋料理としてキャッサバ・野菜・魚や肉を煮た胡椒鍋があり、魚や肉は串焼きでも食べた。燻製の習慣もあり、のちに「バーベキュー」の語源にもなった。

### 衣服
男性は裸体に木綿の腰布で前を覆った。未婚女性はヘッドバンドをつけ、既婚女性はナグア（nagua）と呼ばれる短いスカートをはいた。スカートの長さで身分の高さを表現した。儀式においてはボディペイントを施し、戦いにおいて男性は主に赤色を選んだ。装身具は腰の帯、首飾り、耳や鼻の穴を開けて身につけた。身分を表すものとして、首長は金や羽毛の頭飾りをつけており、グアイザ（guaiza）と呼ばれる人面のペンダントもあった。頭蓋変形として、幼児期に額を平らにする習慣があった。

### 工芸

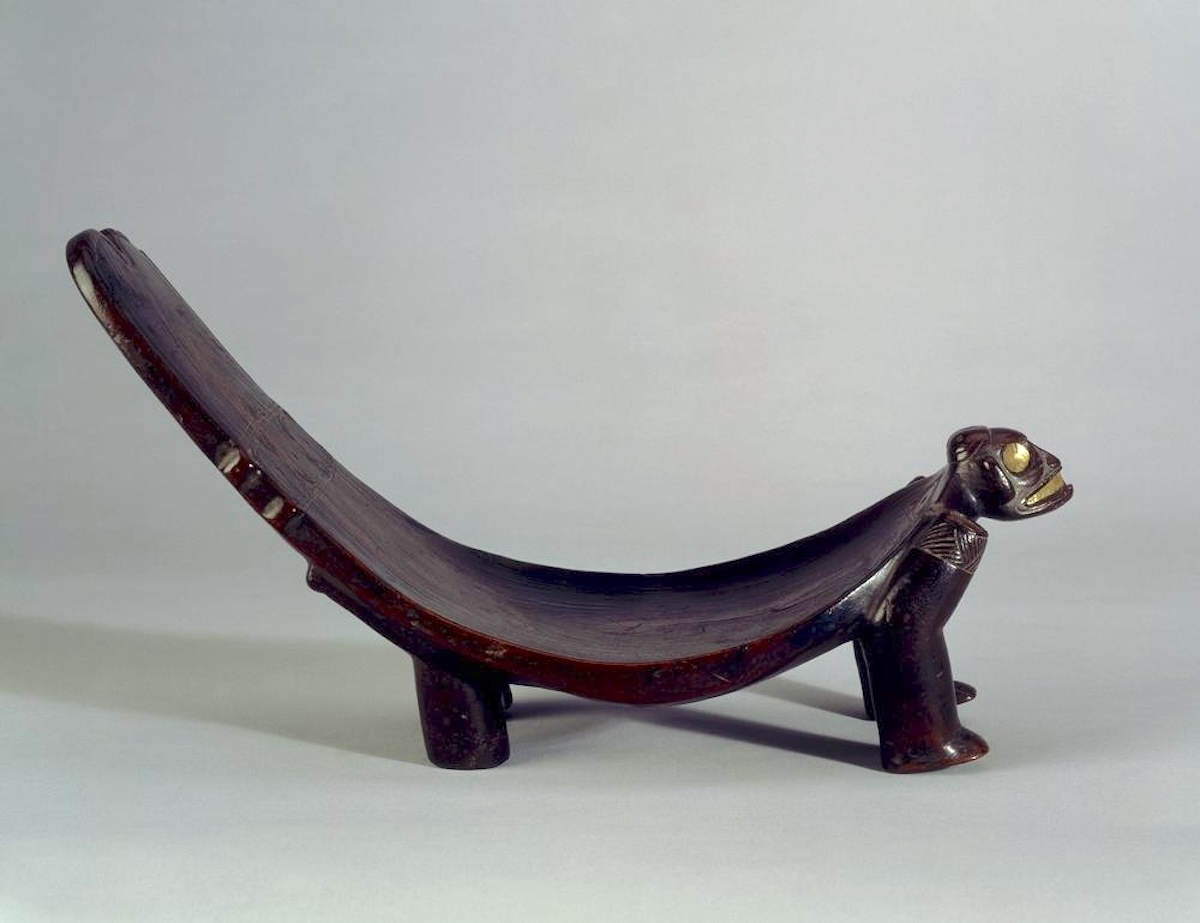
木製の腰掛け、ドウオ

木工、陶芸、木綿、彫刻、金細工などの技術をもつ職人がいた。金は掘り出したものを延板にして保管した。金属の鋳造技術はなく、銅と金の合金を南米の交易で手に入れて首長の装飾品にした。道具としては火おこし棒、木製のドラム、石斧、喫煙用の細い管、運搬用の天秤棒などが記録されている。首長や地位の高い人間はドウオ（duho）と呼ばれる木製の腰掛けを使った。首長の彫刻や腰掛けには、金箔の象嵌を施したものもあった。

### スポーツ

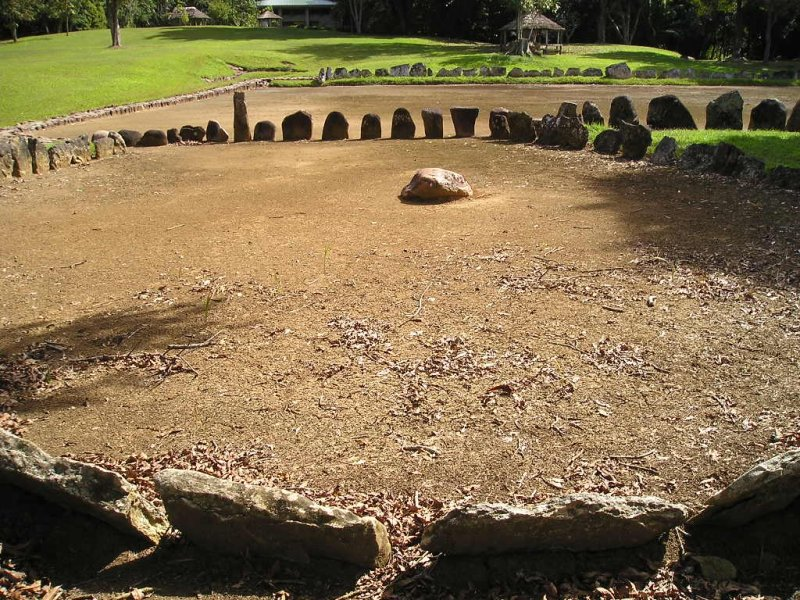
バテイと呼ばれる球技場

タイノ人はゴムから作ったボールで球技を行なった。バテイ（batey）と呼ばれる球技専用の広場があり、長方形だったとされる。1チームは10名から30名で、テニスの試合のように球技場の両側に立ち、交互にサーブをし、手と足を使わずにボールを受けて弾ませた。球技は男女別に行われた。
球技場からは石の輪と肘石が発見されている。石の輪は人間の胴体に合わせた円形であり、肘石は紐をつけて円形にした。中米で似たようなものが発見されており、競技者がボールから身を守ったりボールをそらすために使われたと推測されている。
ゴムボールの球技は、タイノ人の他に南北アメリカの熱帯地域で行われており、他の地域では未整備の球技場で行われているところも多い。競技専用の球技場があるのは、マヤ族、マヤの近隣部族であるホホカム、タイノ人の中央部などである。

### 宗教

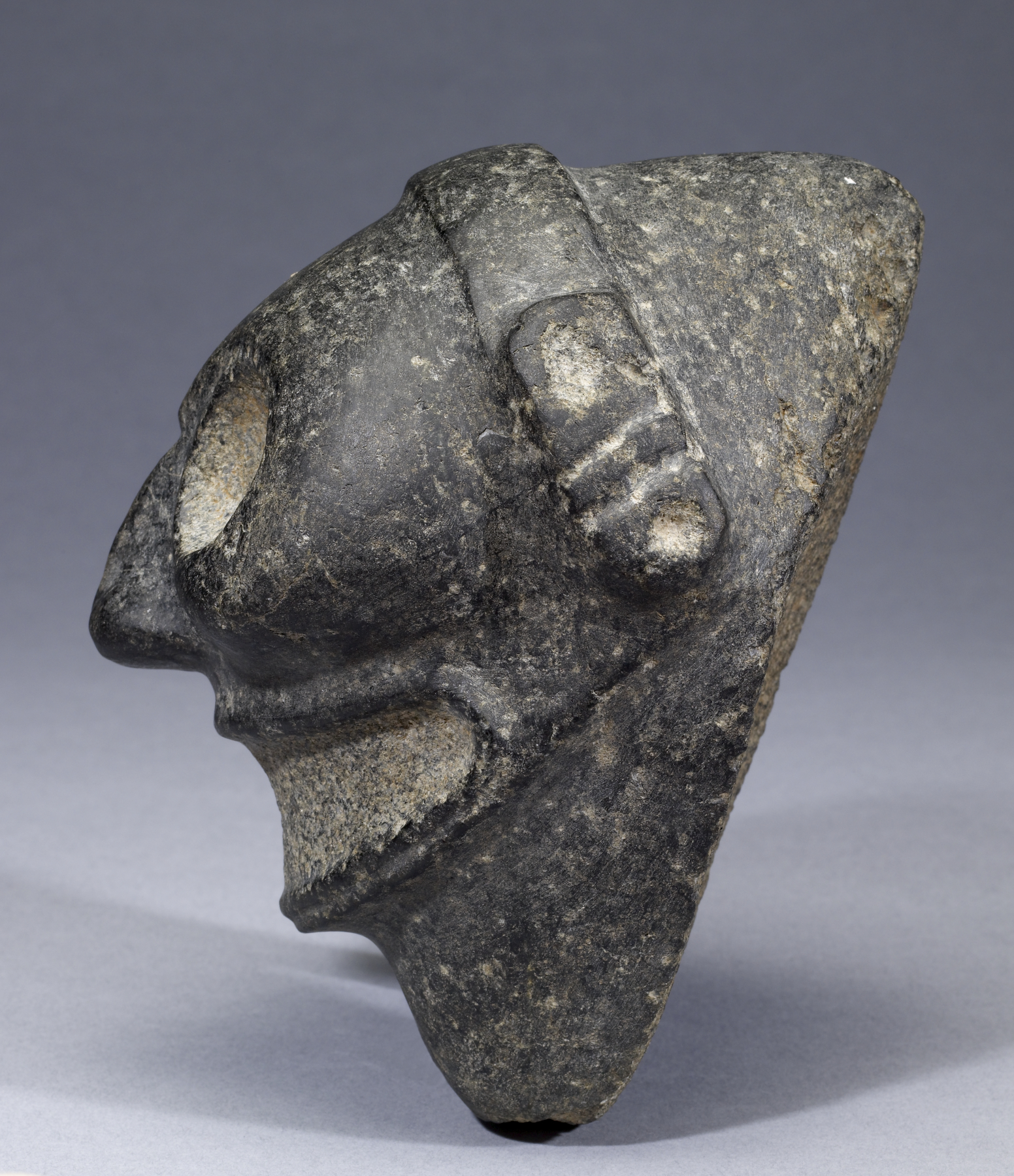
セミ像

タイノ人の信仰はセミ（zemi）と呼ばれる神が中心となった。セミという語は神そのものを指す他に、偶像、遺骨や霊を宿す天然材料も指す。最高位の神にはユカフとアタベイがおり、ユカフはキャッサバと海の神で収穫を願う者が祈った。アタベイはユカフの母親である真水と多産の神で、安産を願う者が祈った。バイブラマという男性のセミは、キャッサバの生育を助け、キャッサバの毒にあたった者を救う力があった。犬の神オピエルゴウビランは死者の霊を見守った。雨の神ボイナイェルと好天の神マロフは双子だった。その他に祖先の霊や樹木や岩に宿る霊がある。
セミは偶像の他に装飾として土器、工芸品、装身具、入れ墨に使い、岩に彫刻された。セミ像は壁の窪みやテーブルに置かれ、タイノ人は複数のセミ像を持ち、遺品や贈り物、交易にも使った。セミ像の素材は木製が多く、石製は少ない。木綿製のセミ像は1体だけ現存している。セミ像の高さは約2フィートで、姿は人間の他に獣、鳥、魚もあった。頭頂部には幻覚性の嗅ぎタバコを置く皿がついており、宗教的な儀式では管を鼻に差し込んでタバコを吸った。

## 交通
陸上の移動では庶民は徒歩、首長は輿に乗った。海上の移動にはカヌーを使った。カヌーは丸太を焦がして石斧で掘る作業によって建造された。カヌーの操作ではスペード型の櫂を使った。首長は最大のカヌーを所有し、彫刻と彩色を施していた。コロンブスの記録では、カヌーには最大で1隻に150人が乗っていたという。

## 経済

### 農耕
作物はキャッサバが主食であり、その他の食用作物として、バタタ（batata）と呼ばれるサツマイモ、トウモロコシ、カボチャ、豆、コショウ、ピーナッツがあった。熱帯の森林を焼畑で開墾する方法と、盛り土のある畑で長期間の栽培をする方法があった。作物によって方法を変えており、たとえばトウモロコシは焼畑で栽培した。盛り土は畑はコヌコ（conuco）と呼ばれ、高さ約3フィート、円周約9フィートを規則的に並べて水はけや土壌を保つ工夫をした。イスパニョーラ島の南西部は乾燥しており、灌漑も行われていたとされる。家屋の周囲には、パイナップルなどの果物、ヒョウタン、ワタノキ、タバコが植えられ、タバコは喫煙に使った。

### 漁
魚やマナティーを捕るために、網、ヤス、鉤、釣り糸などを使った。やなに魚を誘い込んだり、毒で魚を痺れさせる漁も行われた。

### 交易
交易のために個人や集団によるカヌーの航海が行われた。特定の産物を運び、たとえばハイチのゴナベ島は木製の鉢の産地だった。モナ海峡では毎日のようにイスパニューラ島とプエルト・リコ島で交易の往来があった。

## 政治

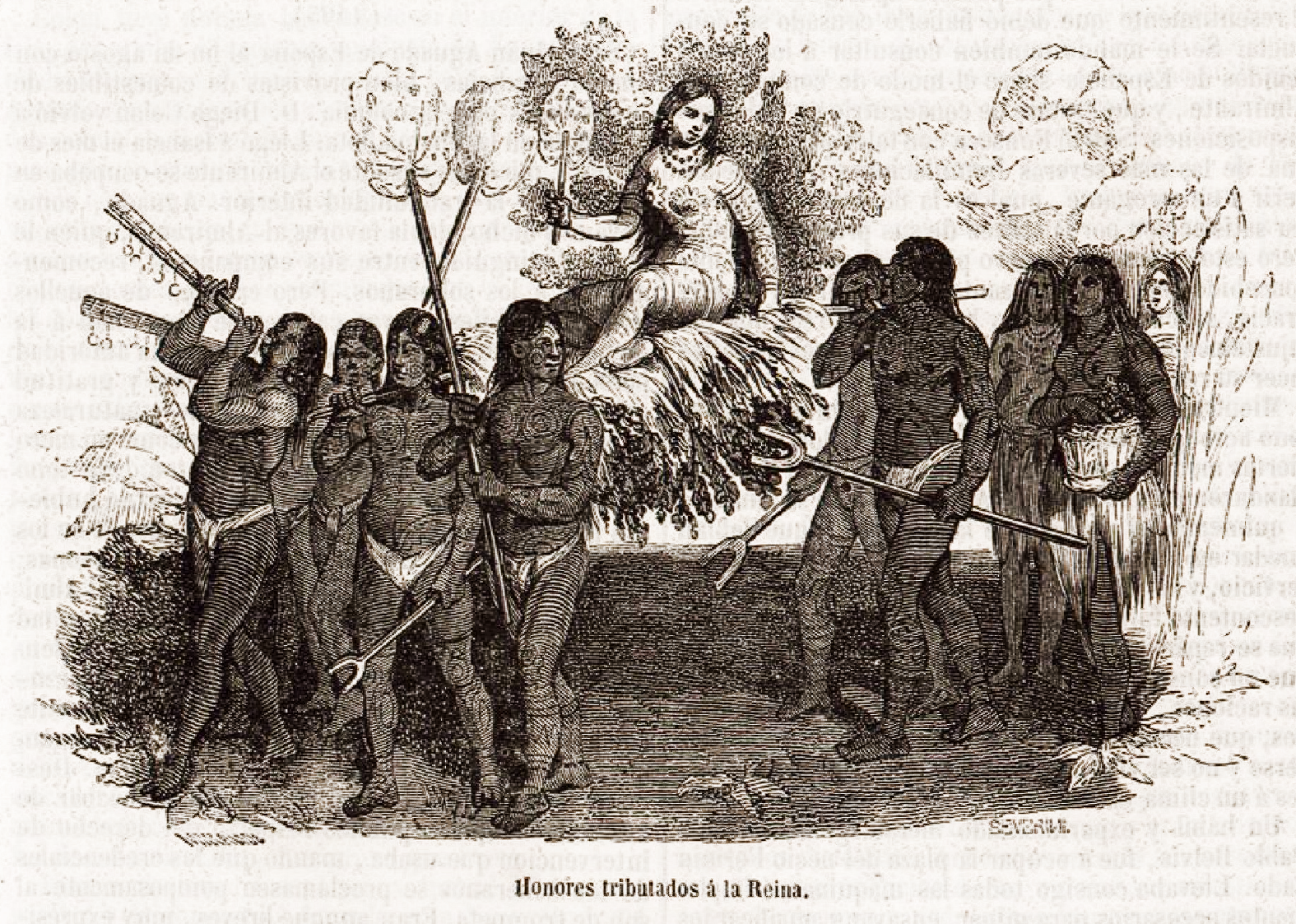
イスパニューラ島のセラグアの指導者であるアナカオナ。

村は地区ごとに首長の組織に統合された。地区の村長から選ばれた者が長となり、さらに地区の首長から最も優れた者が地域の首長となった。村人の階級はニタイノ（nitaino）とナボリア（naboria）があり、ヨーロッパ人は貴族と平民として解釈した。ヨーロッパ人が奴隷と考える存在は確認できなかった。
首長になる資格は性別に関係はなかった。首長は専用の家に住み、木製の椅子や大きなカヌー、輿のような乗り物を持っていた。村人の生活を組織し、物資の貯蔵、他の村との交流などの責任を負った。余剰物資は専用の建物に貯蔵され、村人に配分された。祭りにおいては宴会と踊りを主宰し、歌唱の指揮をした。
宣戦布告の会議は首長と貴族が出席し、攻撃の先頭に立つ首長が選ばれ、貴族が護衛をした。戦いでは身体を赤く塗り、セミの小像を額につけて踊りを踊った。武器はマカナと呼ばれる棍棒、槍、弓矢が使われた。
ウェスタン・タイノ人は、クラシック・タイノ人やイースタン・タイノ人と比べて平和的だったとされる。これは周囲に対立する民族が少なかったのが原因とされる。ウェスタン・タイノ人はコロンブスの一行を歓迎し、船旅からの回復を手助けした。イースタン・タイノ人は南方からのアイランド・カリブ人と対立をしていたため、外部に対してより敵対的だった。このため、コロンブスはイースタン・タイノ人と接触した際にアイランド・カリブ人と間違えた。

## 影響

### 食物
タイノ人の主食だったキャッサバは、ヨーロッパ人によってアフリカのサブサハラに運ばれた。乾燥に強く長期保存がきく作物としてアフリカでもキャッサバは広まり、インドや東南アジアでは稲作に適さない土地で栽培されるようになった。トウモロコシ（メイズ）はスペイン人が自国に持ち帰ったのちに地中海や中央ヨーロッパへ伝わった。サツマイモ、カボチャ、ピーナッツ、グアバ、パイナップルなどもタイノ人から伝わった。

### 技術
タバコと球技で使っていたゴムもヨーロッパに伝わり、ゴムボールと球技場はさまざまな形で発展していった。カヌーやハンモックは、スペイン人が文化として取り入れたのちに世界に広まった。

### 言語
タイノ語から他の言語に引き継がれた単語があり、英語ではバーベキュー、ハンモック、カーニバル、サバンナなどがある。

### 芸術
タイノ人の様式をもとにした工芸品が作られている。鍾乳石・珊瑚石・骨などを使った伝統的な彫刻から、素材・形態・装飾を新しくしたものまである。特にドミニカ、ハイチ、プエルト・リコでは新しい様式の工芸品がありネオ・タイノ芸術とも呼ばれる。

### 帰属意識

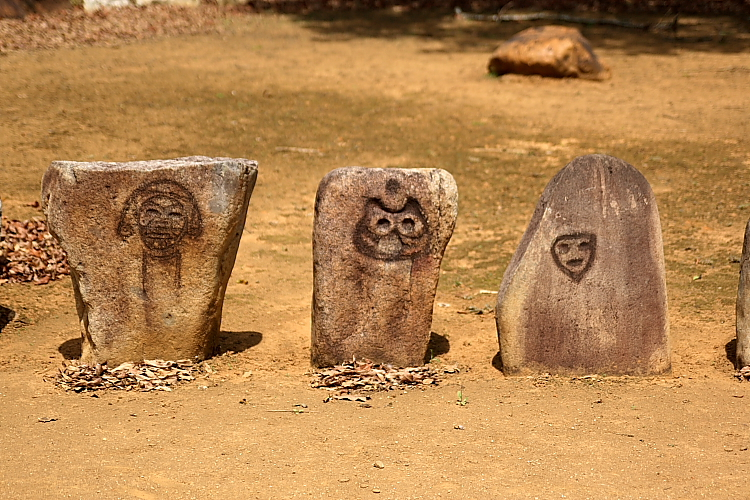
カグアナで展示されているタイノ人の彫刻

プエルト・リコはアメリカ合衆国に対して自らの文化的な帰属をタイノ人に求めている。プエルト・リコ自由連合州の知事となったルイス・ムニョス・マリンは人類学者のリカルド・アレグリアに要請してプエルト・リコ文化研究所を設立し、自国の文化としてタイノ、スペイン、アフリカの要素を推進した。カグアナにはタイノ人のダンス用広場と球技場が復元された。